# Huainanzi
El Huainanzi (en xinès 淮南子; pinyin Huáinánzǐ; Wade-Giles Huai-nan Tzu, 'Els mestres del sud del Huai He') és un antic text xinès que consisteix en una col·lecció d'assajos que va resultar d'una sèrie de debats acadèmics celebrats a la cort de Liu An, rei de Huainan, abans del 139 aC.
El Huainanzi barreja conceptes del taoisme, del confucianisme i del legalisme, incloent algunes teories com la del Yin-Yang i la dels cinc processos.
Els assajos d'en Huainanzi estan tots connectats amb un sol objectiu primordial: tractar de definir les condicions necessàries per a un perfecte ordre sociopolític. S'arriba a la conclusió que la fi de la societat perfecta deriva principalment d'una regla perfecta, i els assajos es compilen de tal manera que puguin servir com a manual per a un sobirà il·lustrat i la seva cort.

## El llibre
La data de composició del Huainanzi és més certa que la de la majoria dels textos xinesos primerencs. Tant el Llibre de Han com Registres del Gran Historiador recullen que quan Liu An va realitzar una visita d'estat al seu nebot l'emperador Wu de Han el 139 aC, li va regalar una còpia del seu llibre "recentment acabat" (de vint-i-un capítols).
El Huainanzi és un recull eclèctic de capítols o assajos que cobreix la majoria dels temes de la mitologia, la història, l'astronomia, la geografia, la filosofia, la ciència, la metafísica, la natura i la política. S'analitzen moltes escoles de pensament pre-Han (especialment el taoisme Huanglao), i conté més de 800 cites dels clàssics xinesos. La diversitat textual és fa evident a partir dels títols dels capítols (tr. Le Blanc, 1985, 15-16.):
| Número | Nom    | Llegint  | Significant                      |
| ------ | ------ | -------- | -------------------------------- |
| 1      | 原道訓 | Yuandao  | Buscant el Dao (Tao)             |
| 2      | 俶真訓 | Chuzhen  | El començament de la Realitat    |
| 3      | 天文訓 | Tianwen  | Els Patrons del Cel              |
| 4      | 墜形訓 | Zhuixing | Formes de Terra                  |
| 5      | 時則訓 | Shize    | Controls estacionals             |
| 6      | 覽冥訓 | Lanming  | Mirant en lo Fosc                |
| 7      | 精神訓 | Jingshen | Alè seminal i Esperit            |
| 8      | 本經訓 | Benjing  | Norma fonamental                 |
| 9      | 主術訓 | Zhushu   | L'ofici del Governant            |
| 10     | 繆稱訓 | Miucheng | Sobre les denominacions errònies |
| 11     | 齊俗訓 | Qisu     | La col·locació a l'una de Duanes |
| 12     | 道應訓 | Daoying  | Les respostes de Dao (Tao)       |
| 13     | 氾論訓 | Fanlun   | Un Assaig Compendi               |
| 14     | 詮言訓 | Quanyan  | Un Discurs Explicatiu            |
| 15     | 兵略訓 | Binglue  | Sobre l'Estratègia Militar       |
| 16     | 說山訓 | Shuoshan | Discurs en Muntanyes             |
| 17     | 說林訓 | Shuolin  | Discurs en Boscos                |
| 18     | 人間訓 | Renjian  | En el món de l'Home              |
| 19     | 脩務訓 | Youwu    | Necessitat d'Entrenament         |
| 20     | 泰族訓 | Taizu    | Retrobament magnífic             |
| 21     | 要略   | Yaolue   | Esquema dels Elements Essencials |

Alguns passatges del Huainanzi són filosòficament significatius, per exemple, aquesta combinació de cinc fases i temes taoistes. 

Quan l'afinador de llaüts copeja la nota kung [en un instrument], la nota kung [en l'altre instrument] respon: quan punteja la nota chiao [en un instrument], la nota chiao [en l'altre instrument] vibra. Això resulta d'haver-hi notes musicals corresponents en harmonia mútua. Ara, [suposem que] algú canvia l'afinació d'una corda de tal manera que no es correspon amb cap de les cinc notes; i tocant-la fa que ressonin les vint-i-cinc cordes. En aquest cas no hi ha hagut cap diferenciació pel que fa al so, tan sols passa que aquell [so] que governa totes les notes musicals ha estat evocat.

D'aquesta manera, aquell que es fon amb l'harmonia suprema s'ofusca com si estigués borratxo perdut, i hi va a la deriva en dolça alegria, sense saber com ha arribat; embolcallat en pur goig mentre s'enfonsa en les profunditats; entumit mentre arriba al final, és com si encara no hagués començat a emergir del seu origen. A això se li anomena la Gran Fusió. (Capítol 6, tr. Le Blanc 1985:138) 

## Traduccions notables
La major part de les traduccions del Huainanzi n'aborden només un capítol, i abans del 2010 no hi havia cap traducció completa del Huainanzi en una llengua occidental.
- (Anglès) Balfour, Frederic H. (1884). Taoist Texts, Ethical, Political, and Speculative. Londres: Trübner, i Xangai: Kelly i Walsh.
- (Anglès) Morgan, Evan (1933). Tao, the Great Luminant: Essays from the Huai-nan-tzu. Londres: Kegan Paul, Trench, Trübner & Co.
- (Anglès) Wallacker, Benjamin (1962). The Huai-nan-tzu, Book Eleven: Behavior Culture and the Cosmos. New Haven: American Oriental Society.
- (Japonès) Kusuyama, Haruki 楠山春樹 (1979–88). E-nan-ji 淮南子 [Huainanzi]. Shinshaku kanbun taikei 54, 55, 62.
- (Francès) Larre, Claude (1982). "Le Traité VIIe du Houai nan tseu: Les esprits légers et subtils animateurs de l'essence" ["Traducció del Capítol 7 del Huainanzi: Esperits Lleugers i Subtils Animadors de l'Essència"]. Variétés sinologiques 67.
- (Anglès) Ames, Roger T. (1983). The Art of Rulership: A Study in Ancient Chinese Political Thought. Honolulu: University of Hawaii Press.
- (Anglès) Le Blanc, Charles (1985). Huai nan tzu; Philosophical Synthesis in Early Han Thought: The Idea of Resonance (Kan-ying). With a Translation and Analysis of Chapter Six. Hong Kong: Hong Kong University Press.
- (Anglès) Major, John S. (1993). Heaven and Earth in Early Han Thought: Chapters Three, Four and Five of the Huainanzi. Albany: State University of New York Press.
- (Anglès) ———; Queen, Sarah; Meyer, Andrew; Roth, Harold (2010). The Huainanzi: A Guide to the Theory and Practice of Government in Early Han China, by Liu An, King of Huainan. Nova York: Columbia University Press.